# Општина Ресен
Општина Ресен или Ресан је једна од 9 општина Пелагонијског региона у Северној Македонији. Седиште општине је истоимени град Ресен.
Симбол општине Ресен је јабука, која се доста узгаја у овом крају.

## Положај
Општина Ресен налази се у југозападном делу Северне Македоније, на тромеђи са Грчком (југ) и Албанијом (југозапад). Са других страна налазе се друге општине Северне Македоније:
- север — Општина Демир Хисар
- исток — Општина Битољ
- запад — Општина Охрид

## Природне одлике
Рељеф: Општина Ресен приближно се поклапа са македонским делом котлине Преспанског језера (северна половина). Котлина је затворена планинама од околних области — на истоку планина Баба са Пелистером, на североистоку планина Бигла, на северу Плакенска планина, на западу планина Галичица. У северном делу обале налази се пријезерска равница, која је најважнији и најнасељенији део општине.
Клима: У општини влада оштрија варијанта умерене континенталне климе због знатне надморске висине.
Воде: Преспанско језеро је после Охридског друго највеће језеро у Северној Македонији и најважнија водена површина у општини. Сви водотоци, махом потоци, су притоке језера.

## Становништво
Општина Ресен имала је по последњем попису из 2002. г. 16.825 ст., од чега у седишту општине, граду Ресну, 8.748 ст. (52%). Општина је ретко насељена, посебно сеоско подручје.
Национални састав по попису из 2002. године био је:
|           | Број   | Постотак |
| Укупно    | 16.825 | 100%     |
| Македонци | 12.798 | 76,1%    |
| Турци     | 1.797  | 10,7%    |
| Албанци   | 1.536  | 9,1%     |
| остали    | 694    | 4,1%     |

## Насељена места
У општини постоји 44 насељена места, једно градско (Ресен), а осталих 43 са статусом села:
| - Ресен - Арвати - Асамати - Болно - Брајчино - Вукодери - Горња Бела Црква - Горње Крушје - Горњи Дупени | - Грнчари - Доња Бела Црква - Доње Перово - Доњи Дупени - Дрмени - Евла - Златари - Избишта - Илино | - Јанковец - Језерани - Козјак - Коњско - Крани - Кривени - Курбиново - Лавци - Лева Река | - Лескојец - Љубојно - Наколец - Отешево - Петрино - Подмочани - Покрвеник - Прељубље - Претор | - Рајца - Сливница - Сопотско - Стење - Стипона - Царев двор - Шурленци - Штрбово |  |